# Monstera tenuis
Monstera tenuis K.Koch – gatunek wieloletnich, wiecznie zielonych pnączy z rodziny obrazkowatych, pochodzący z obszaru od południowo-wschodniej Nikaragui do zachodniej Panamy, zasiedlający lasy deszczowe strefy równikowej.